# ایلیان ایلیف
ایلیان ایلیف (بلغاری: Илиан Димов Илиев؛ زادهٔ ۲ ژوئیهٔ ۱۹۶۸) بازیکن سابق و مربی فوتبال اهل بلغارستان است.
از باشگاه‌هایی که در آن بازی کرده‌است می‌توان به باشگاه فوتبال بورسااسپور، باشگاه فوتبال سالگیروش، باشگاه فوتبال آلتای اسپور، باشگاه ورزشی ماریتیمو، باشگاه ورزشی بنفیکا، باشگاه فوتبال لفسکی صوفیه، و باشگاه فوتبال آ. ا. ک آتن اشاره کرد.
وی همچنین در تیم ملی فوتبال بلغارستان بازی کرده‌است.